# Abbott Thayer

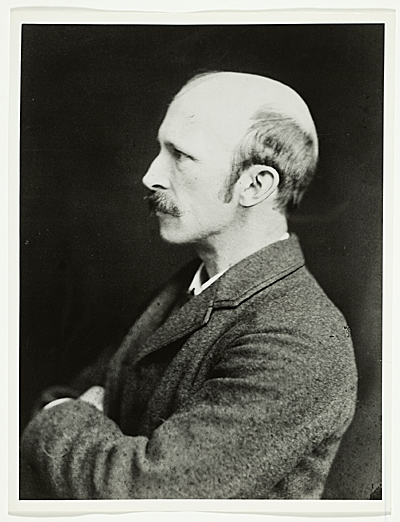
Abbott H. Thayer (um 1890)

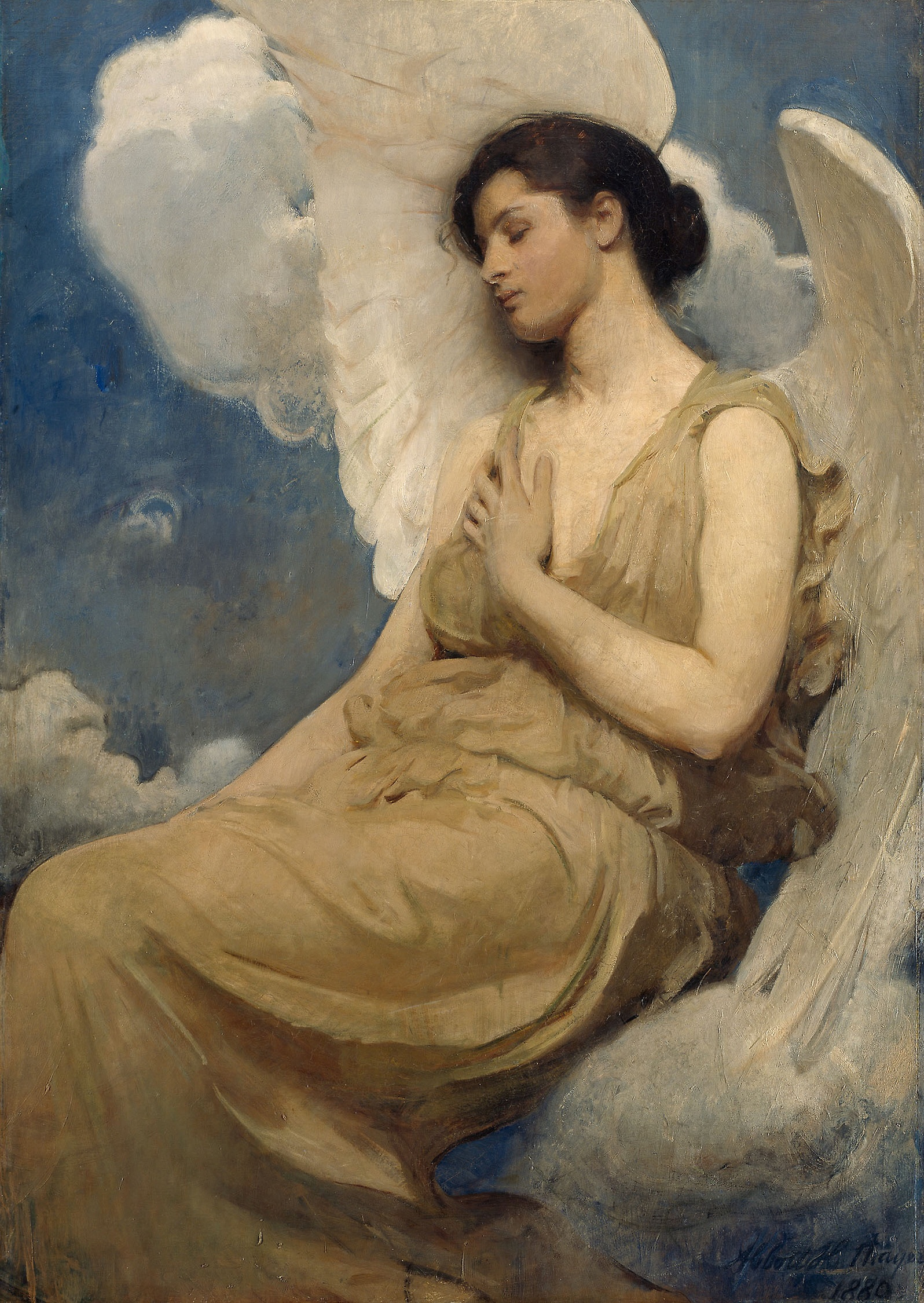
Winged Figure (1889)

Abbott Handerson Thayer (* 12. August 1849 in Boston, Massachusetts; † 29. Mai 1921 in Monadnock, New Hampshire) war ein US-amerikanischer Maler.

## Leben
Nach seinem Schulbesuch kam Thayer nach New York, um dort zuerst an der Brooklyn Art School und später an der National Academy of Design Kunst zu studieren. Seine Lehrer waren dort die Maler H. D. Morse und Lemuel Wilmarth. Er heiratete Kate Bloede (1848–1891), Tochter von Gustav Blöde.
Im Alter von 25 Jahren ging Thayer 1875 nach Paris und setzte sein Studium an der École des Beaux-Arts fort. Er blieb dort drei Jahre lang der Schüler von Jean-Léon Gérôme und Henri Lehmann.
1879 kehrte Thayer in die USA zurück und ließ sich als freier Maler in New York nieder. Sein künstlerisches Frühwerk bestand noch überwiegend aus Landschafts- und Tierbildern und war an der Schule von Barbizon ausgerichtet. Auch die Schriften von Ralph Waldo Emerson beeinflussten Thayer sehr. In New York wandelte er sich mit der Zeit zum gefragten Porträtisten. Eines seiner frühesten Porträts war „The sisters“, ein gefeiertes Doppelporträt von Clara und Bessie Stillman.
Die National Academy of Design in New York wählte ihn 1889 zu einem außerordentlichen Mitglied, 1901 wurde er ordentliches Mitglied. Gleich seinem Landsmann Douglas Volk, der ebenfalls Schüler von Jean-Léon Gérôme war, wurde Thayer korrespondierendes Mitglied der Accademia di San Luca in Rom.
1901 ließ sich Thayer mit seiner Familie in Dublin (New Hampshire) nieder. Dort, in ländlicher Abgeschiedenheit, lebte er mit seiner zweiten Ehefrau, der Blumenmalerin Emma und seinen Kindern Gerald, dem späteren Schriftsteller, Gladys, der späteren Miniaturenmalerin, und Mary, welche ihm öfters als Modell diente. In dieser Zeit führte Thayer längere Briefwechsel unter anderem mit Charles Lang Freer, Theodore Roosevelt und Mark Twain. Im selben Jahr wurde Abbott Thayer in New York zum Mitglied (NA) der National Academy of Design gewählt.
Zusammen mit seinem Sohn Gerald veröffentlichte Thayer 1909 in dem Buch „Concealing Coloration in the Animal Kingdom: An Exposition of the Laws of Disguise Through Color and Pattern“, unter dem Kapitel „Theorie der Tarnung auf der Grundlage von Gegenschattierung und störender Färbung“ Theorien zur Tarnung in der Tierwelt aufstellte, für die er vom ehemaligen Präsidenten der Vereinigten Staaten Theodore Roosevelt öffentlich hart kritisiert wurde. Trayer sah im Februar 1915 eine Möglichkeit, seine theoretischen Überlegungen zu verwirklichen, und schrieb einen Brief an Churchill. Darin schlug er vor U-Boote wie Fische, zum Beispiel Makrelen zu tarnen. Auch regte er an Schiffe weiß zu bemalen, um sie „unsichtbar“ zu machen. Seine Ideen wurden von der Admiralität zwar in Betracht gezogen, aber zusammen mit John Graham Kerrs Vorschlägen als „Freak-Methoden zum Bemalen von Schiffen ... von akademischem Interesse, aber nicht von praktischem Nutzen“ abgelehnt. Später entwickelten sich daraus Ideen für die Nutzung davon abgeleiteter Erkenntnisse im militärischen Kontext, die ab dem Ersten Weltkrieg unter der Bezeichnung „Dazzle camouflage“ Anwendung fanden.
Als einer seiner wenigen Schüler ist sein Landsmann Ben Foster zu nennen.
Im Alter von 70 Jahren starb Abbott Thayer am 29. Mai 1921 in Monadnock. Thayer war einer der wichtigsten US-amerikanischen Maler seiner Zeit.

## Werke (Auswahl)
- Angel of the dawn (1919)
- The sisters (1884)
- Virgin enthroned (1891)
- Stephenson Memorial (1903)
- Peacock in the woods (1907)
- Monadnock Angel
- Caritas (1895)
- Alina Wollerman (1903)

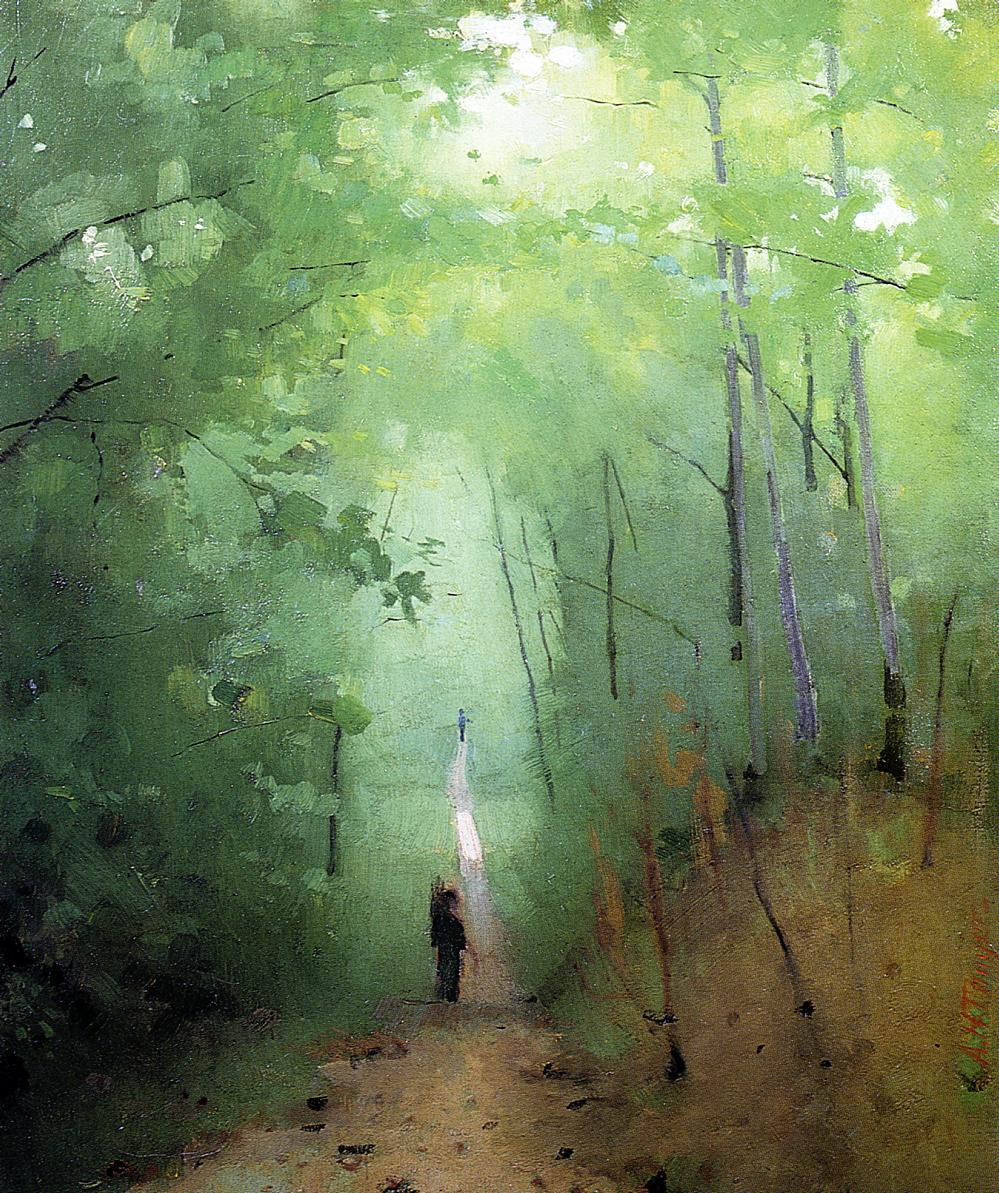
Landschaft im Wald von Fontainebleau (1876)
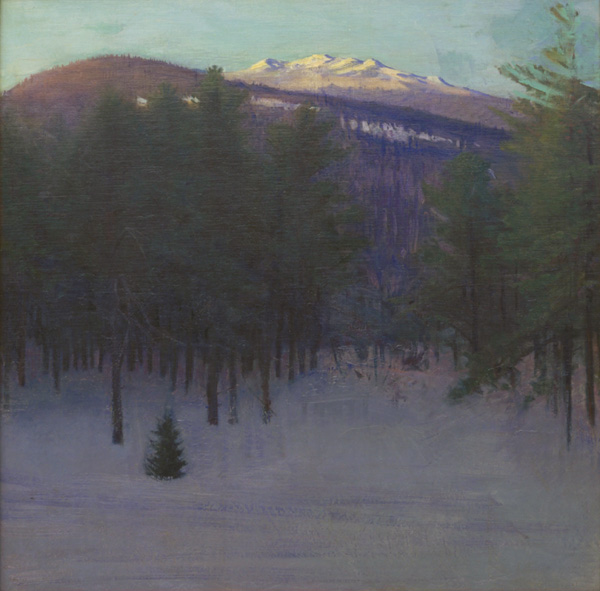
Monadnock in Winter (1904)
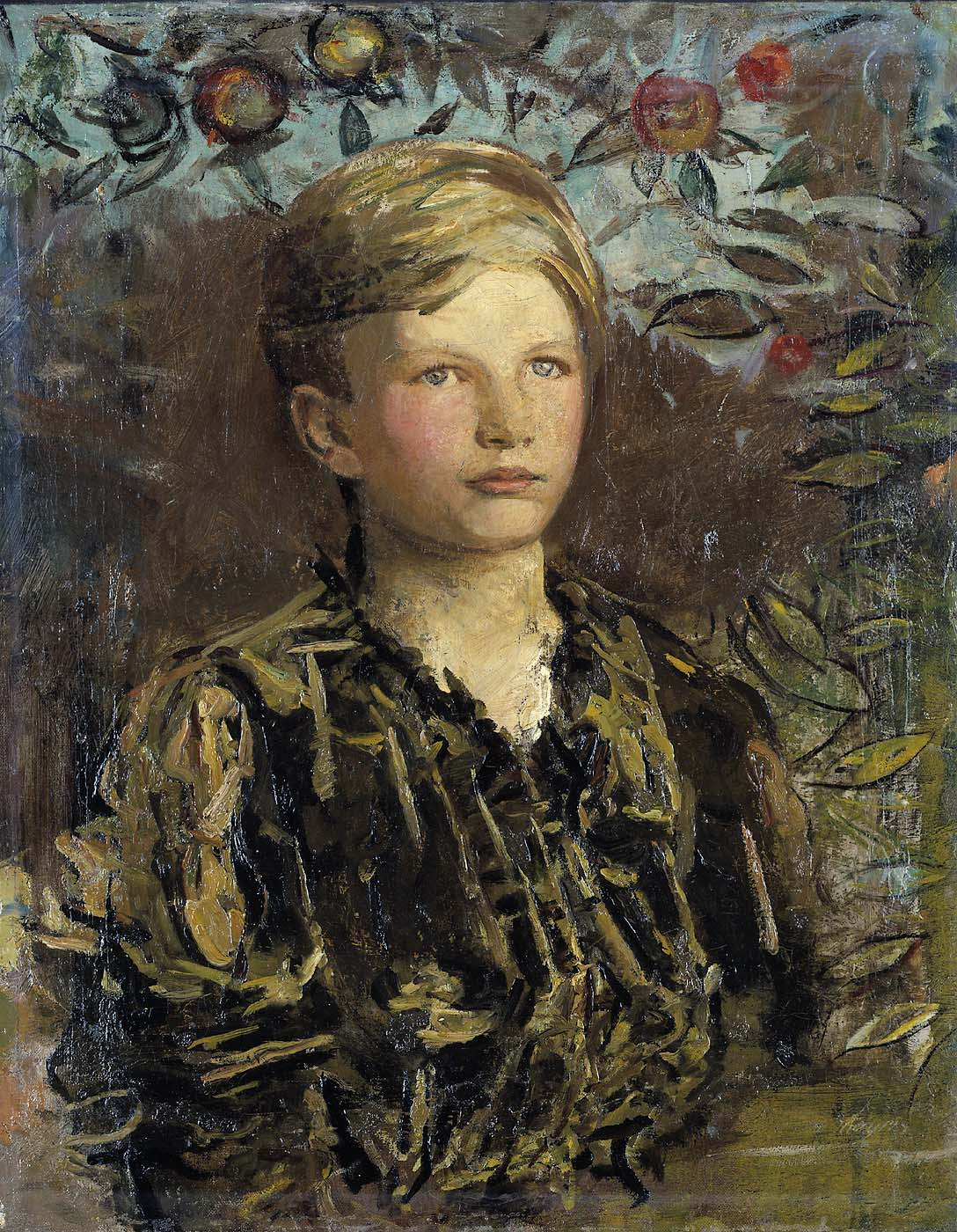
Townsend Bradley Martin (1919, Thayers Enkelsohn)
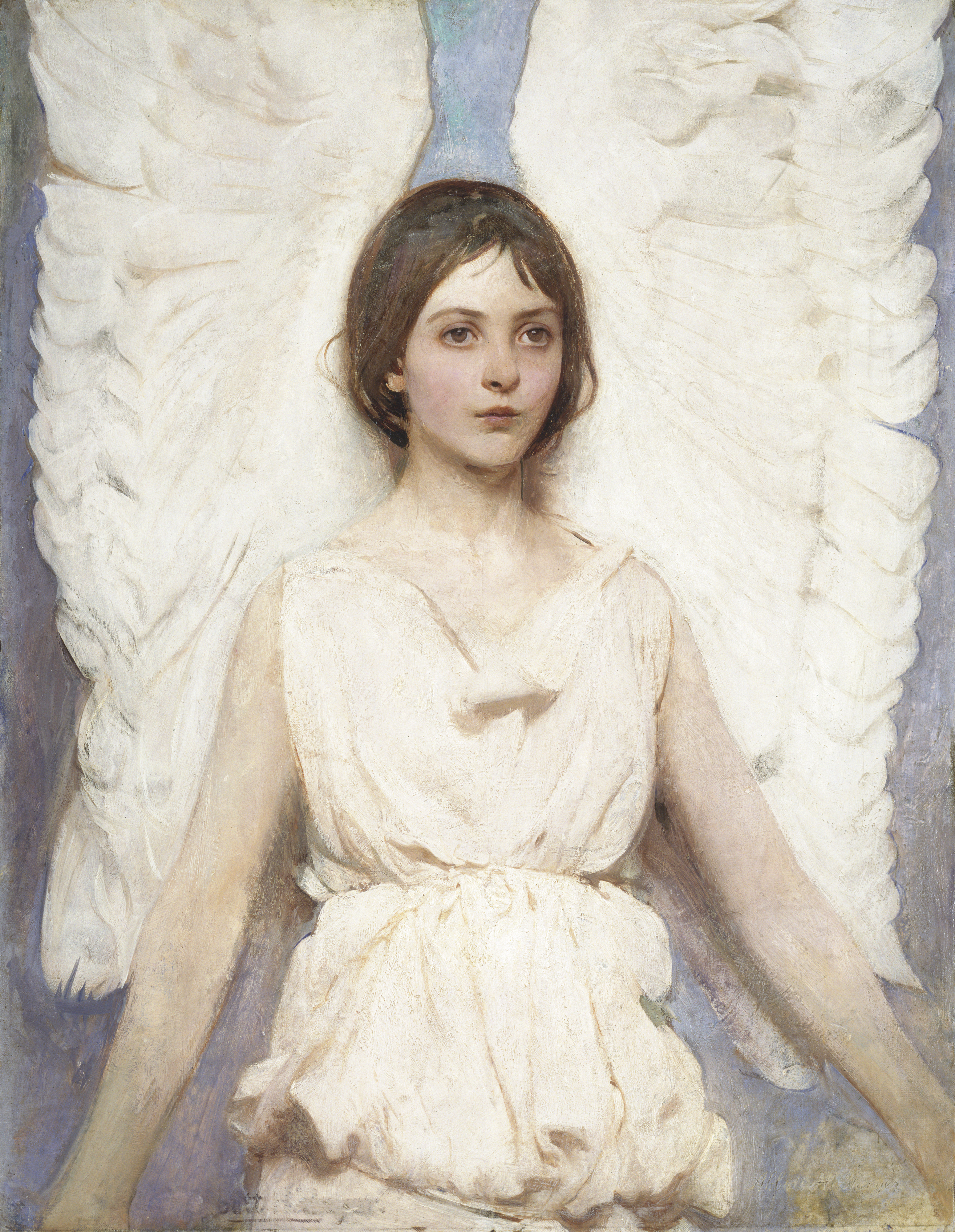
Angel (1889, Modell saß Thayers Tochter Mary)
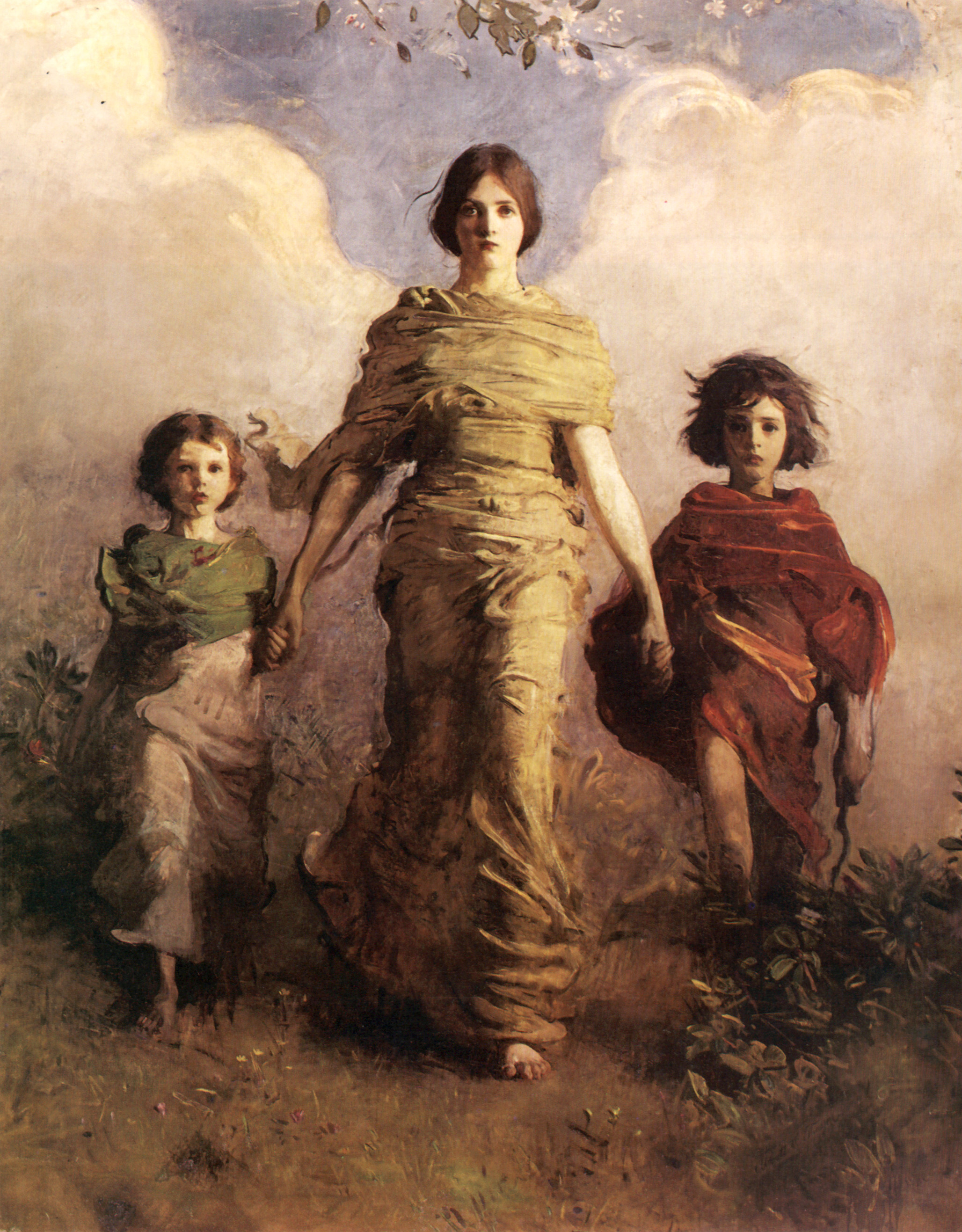
A Virgin (1892–1893, zeigt seine drei Kinder)
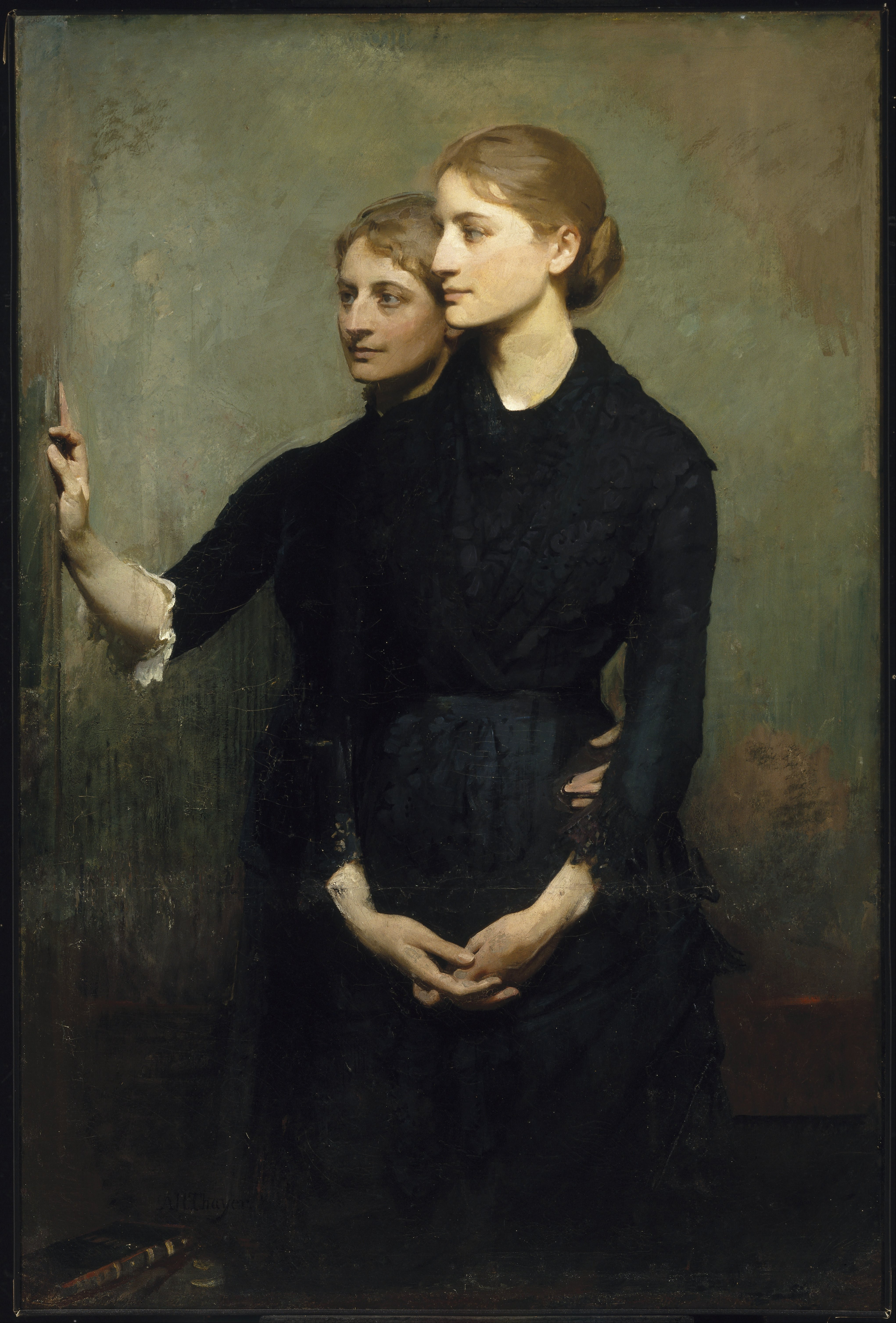
The Sisters (1884)